# 连通图
连通图（英語：Connected graph）是图论中最基本概念之一，其定义基于连通的概念。在一个无向图G中，若从顶点{\displaystyle v_{i}}到顶点{\displaystyle v_{j}}有路径相连（从{\displaystyle v_{j}}到{\displaystyle v_{i}}也一定有路径），则称{\displaystyle v_{i}}和{\displaystyle v_{j}}是连通的。如果G是有向图，那么连接{\displaystyle v_{i}}和{\displaystyle v_{j}}的路径中所有的边都必须同向。如果图中任意两点都是连通的，那么图被称作连通图。图的连通性是图的基本性质。连通度是指为了让图分解成孤立的子图所要删除的顶点数的最小值。连通度是刻画网络的一个重要指标。

## 严格定义
对一个图G= (V,E)中的两点{\displaystyle x}和{\displaystyle y}，若存在交替的顶点和边的序列{\displaystyle \Gamma =(x=v_{0}-e_{1}-v_{1}-e_{2}-\cdots -e_{k}-v_{k}=y)}（在有向图中要求有向边{\displaystyle v_{i}-v_{i+1}}属于E），则两点{\displaystyle x}和{\displaystyle y}是连通的。{\displaystyle \Gamma }是一条{\displaystyle x}到{\displaystyle y}的连通路径，{\displaystyle x}和{\displaystyle y}分别是起点和终点。当{\displaystyle x=y}时，{\displaystyle \Gamma }被称为回路。如果通路{\displaystyle \Gamma }中的边两两不同，则{\displaystyle \Gamma }是一条简单通路，否则为一条复杂通路。如果图G中每两点间皆连通，则G是连通图。
一个有向图被称作弱连通(weakly connected)的，如果将所有有向边替换为无向边之后的无向图是连通的，如果对于任意一对顶点{\displaystyle u}，{\displaystyle v}，或者存在一条从{\displaystyle u}到{\displaystyle v}的有向路径，或者存在一条从{\displaystyle v}到{\displaystyle u}的有向路径，则该图是单连通(unilaterally conncected)的，如果对于如果对于任意一对顶点{\displaystyle u}，{\displaystyle v}，同时存在一条从{\displaystyle u}到{\displaystyle v}的有向路径和一条从{\displaystyle v}到{\displaystyle u}的有向路径，则该图是强连通(strongly connected)的。

## 分量和割
无向图G的一个极大连通子图称为G的一个连通分量（或连通分支）。每一个顶点和每一条边都属于唯一的一个连通分量，连通图只有一个连通分量，即其自身；非连通的无向图有多个连通分量。
有向图中的强连通分量是其极大的强连通子图。强连通图只有一个强连通分量，即是其自身；非强连通的有向图有多个强连通分量。
连通图{\displaystyle G}的割点是指一个由顶点组成的集合，在{\displaystyle G}删除了这些点之后，会变得不连通。点连通度{\displaystyle \kappa (G)}是割点集阶数的最小值。如果图{\displaystyle G}不是完全图，且{\displaystyle \kappa (G)=k},则图{\displaystyle G}是{\displaystyle k}-点连通的。更确切地来说，如果图{\displaystyle G}（不论是否完全）可以在删除了{\displaystyle k+1}个点之后变得不连通，却不能在删除{\displaystyle k-1}个点之后变得不连通，则图{\displaystyle G}是{\displaystyle k}-点连通的，特别地，阶数为{\displaystyle n}的完全图是{\displaystyle n-1}-点连通的。
一对端点{\displaystyle u},{\displaystyle v}的割点是是指一个由顶点组成的集合，在{\displaystyle G}删除了这些点之后，{\displaystyle u},{\displaystyle v}会变得不连通。局部连通度{\displaystyle \kappa (u,v)}是{\displaystyle u},{\displaystyle v}的最小割点集的阶数。在无向图上，局部连通度是对称的，也就是说，{\displaystyle \kappa (u,v)=\kappa (v,u)}，另外，除了完全图之外，{\displaystyle \kappa (G)}为所有不相邻的点对{\displaystyle u},{\displaystyle v}的局部联通度中的最小值。
类似的概念可以用来定义边连通度。如果在{\displaystyle G}上删除一条边可以导致不连通性，则这条边被称作桥。更一般地，割边是指一个由边组成的集合，在
在{\displaystyle G}删除了这些边之后，会变得不连通。边连通度在{\displaystyle \lambda (G)}是最小的割边集的大小，局部边连通度{\displaystyle \lambda (u,v)}是
如果图{\displaystyle G}的边连通度大于等于{\displaystyle k}，则它被称作{\displaystyle k}-边连通的。
在一个图上，以下的不等式成立:{\displaystyle \kappa (G)\leqslant \lambda (G)\leqslant \delta (G)}，其中{\displaystyle \delta (G)}是{\displaystyle G}的最小度(minimum degree)。
如果图{\displaystyle G}的点连通度等于其最小度,则被称作极大连通的，如果它的边连通度等于其最小度，则它被称作极大边连通的。

### Super- and hyper-连通
如果图{\displaystyle G}上，每一个最小的割点集都能孤立一个顶点，则图{\displaystyle G}被称作super-connected或者 super-κ。如果{\displaystyle G}删除了每一个最小的割点集之后图都会分成两个连通分量，并且其中一个是单点，那么图{\displaystyle G}被称作hyper-connected或hyper-κ。 如果图上删除了每一个最小的割点集之后都分成了两个连通分量，则图{\displaystyle G}被称作semi-hyper-connected或semi-hyper-κ。
一个割点集{\displaystyle X}被称作non-trivial的，如果对于任意不属于{\displaystyle X}的顶点{\displaystyle v}，其邻域{\displaystyle N(u)}都不包含在{\displaystyle X}中。{\displaystyle G}的superconnectivity可以被表示成：
{\displaystyle \kappa (G)=\min\{|X|:X{\text{ is a non-trivial cutset}}\}}。
一个non-trivial 割边和edge-superconnectivity {\displaystyle \lambda _{1}(G)}可以被类似地定义。

## 门格尔定理
图论中关于连通性最重要的定理之一门格尔定理，它用顶点之间独立路径的个数刻画了图点连通和边连通度。令
{\displaystyle u}，{\displaystyle v}为图{\displaystyle G}的两个顶点，一系列连接{\displaystyle u}和{\displaystyle v}的路径被称作点独立的，如果它们之间除了{\displaystyle u}，{\displaystyle v}之外，不会有相同的顶点。类似地，它们被称作边独立的，如果它们不会有相同的边。{\displaystyle u}
和{\displaystyle u}点独立的路径的个数被记作{\displaystyle \kappa '(u,v)}，边独立的路径的个数被记作{\displaystyle \lambda '(u,v)}。
门格尔定理告诉我们，若{\displaystyle u}
，{\displaystyle v}不相同，则{\displaystyle \lambda '(u,v)=\lambda (u,v)}，若{\displaystyle u}，{\displaystyle v}不相同且不相邻，则
{\displaystyle \kappa '(u,v)=\kappa (u,v)} 。
事实上，这其实是最大流最小割定理的特殊情况。

## 连通度的计算方面
判断两个顶点是否连通这一问题可以被搜索算法迅速的解决，例如广度优先算法。更一般地，判断一个图是否连通，以及一个图连通分量的计数问题可以被较快地解决（例如使用并查集，一个简单算法的伪代码可以写成：
1. 从{\displaystyle G}的任意一个顶点开始
2. 使用深度优先或广度优先搜索所有与该顶点连通的顶点，并计数
3. 搜索完成，如果计数等于{\displaystyle G}的阶数，则{\displaystyle G}是连通的，否则{\displaystyle G}不连通。

根据门格尔定理，在连通图{\displaystyle G}上，对于任意一对顶点{\displaystyle u}，{\displaystyle v}，{\displaystyle \kappa (u,v)}，{\displaystyle \lambda (u,v)}可以通过最大流最小割算法迅速的计算，因此，{\displaystyle G}的边连通度和点联通度分别作为{\displaystyle \kappa (u,v)}，{\displaystyle \lambda (u,v)}的最小值，可以被迅速地计算。

### 连通图的个数
{\displaystyle n}阶（小于等于16）的不同的连通图的个数在 On-Line Encyclopedia of Integer Sequences中被记录在 A001187中，前几个份量是
| n | 个数      |
| - | --------- |
| 2 | 1         |
| 3 | 4         |
| 4 | 38        |
| 5 | 728       |
| 6 | 26704     |
| 7 | 1866256   |
| 8 | 251548592 |

## 一些例子
- 不连通图的边连通度和点连通度均为{\displaystyle 0}
- 1-点连通等价于阶数大于等于{\displaystyle 2}的图的连通性。
- {\displaystyle n}阶完全图的边连通度是{\displaystyle n-1},其他类型的{\displaystyle n}阶图的边连通度严格小于{\displaystyle n-1}
- 在树中，任意两个顶点之间的局部边连通度都是{\displaystyle 1}

## 其他性质
- 连通性被图同态保持
- 如果{\displaystyle G}是连通的，则它的线图{\displaystyle L(G)}也是连通的
- 图{\displaystyle G}是2-边连通的，当且仅当它有一个定向，且是强连通的。
- 根据G. A. Dirac的结论，如果图{\displaystyle G}是{\displaystyle k}-点连通的，且{\displaystyle k\geqslant 2}，则对于每k个顶点组成的集合，存在一个环经过这个集合上所有的顶点。[8][9] 在{\displaystyle k=2}时，反过来亦成立。

- 一个无向图G= (V,E)是连通的，那么边的数目大于等于顶点的数目减一：{\displaystyle |E|\geq |V|-1}，而反之不成立。

- 如果G= (V,E)是有向图，那么它是强连通图的必要条件是边的数目大于等于顶点的数目：{\displaystyle |E|\geq |V|}，而反之不成立。

- 没有回路的无向图是连通的当且仅当它是树，即等价于：{\displaystyle \displaystyle |E|=|V|-1}。